# 9281 Weryk
9281 Weryk eller 1981 EJ15 är en asteroid i huvudbältet som upptäcktes den 1 mars 1981 av den amerikanska astronomen Schelte J. Bus vid Siding Spring-observatoriet. Den är uppkallad efter Robert J. Weryk.
Den tillhör asteroidgruppen Nysa.